# Mousaylaha
Die Burg Mousaylaha (arabisch مسيلحة, DMG Musaylaḥa im libanesischen Dialekt Mseilḥa) ist eine ehemalige Kreuzfahrerburg im heutigen Libanon.

## Lage

Burg Mseilha

Die Burg liegt rund drei Kilometer nordöstlich von Batrun an der Küstenstraße von Beirut nach Tripoli.

## Geschichte
Die Burg wurde 1109 erstmals urkundlich erwähnt. Die Kreuzfahrer errichteten sie im ebenen, von Bergen umgebenen Nahr El Jawz-Tal auf einem alleinstehenden Felssporn, vermutlich auf der Ruine einer antiken Befestigung. Die Burgherren stellten damals die Konstabler der Grafschaft Tripolis, die Kreuzfahrer nannten die Burg nach ihnen Puy du Connétable (lat. Castrum Constabularii) – „Burg (Berg) des Konstablers“.
Die Burg bildete das Zentrum der Herrschaft Le Puy in der Grafschaft Tripolis. Sie grenzte im Süden an die Herrschaft Batrun und im Norden an die Herrschaft Nephin. Die Burg wurde schließlich um 1278 von den ägyptischen Mamluken erobert.
Im 17. Jahrhundert wurde sie vom Emir des Drusenemirates Fachr ad-Dīn II. als Schutzburg der Küstenstraße und Verteidigungsburg während seiner Rebellion gegen die Oberherrschaft des Osmanischen Reiches erneut ausgebaut und befestigt. Heute steht sie leer, ist aber gut erhalten. Sie ist frei zugänglich und kein Museum.